# Lucca Sicula
Lucca Sicula je italská obec na Sicílii, v provincii Agrigento.
K 31. prosinci 2010 zde žilo 1 905 obyvatel.

## Sousední obce
Bivona, Burgio, Calamonaci, Palazzo Adriano, Villafranca Sicula